# 青岛西站
青岛西站，位于中华人民共和国山东省青岛市黄岛区铁山街道小平岭村，是中国国铁和青岛地铁的一座铁路客运车站。国铁青岛西站于2018年12月26日启用，由中国铁路济南局集团有限公司青岛西车务段管辖。
青岛西站国铁路线位于地上，在建地铁路线位于地下。候车厅地上地下皆有，国铁地铁内部相连通，可实现零换乘。该站是青岛市第三、青岛西海岸新区最大的铁路客运站。

## 车站周边
青岛西站南濒风河，东临胶州湾。

## 换乘
青岛西站集对外铁道、市内轨道交通、公交车、出租车等于一体，是青岛西海岸新区最大的交通枢纽。